# NGC 1761
NGC 1761 (другое обозначение — ESO 85-SC18) — звёздная ассоциация в созвездии Золотой Рыбы, находящаяся в Большом Магеллановом Облаке.
Этот объект входит в число перечисленных в оригинальной редакции «Нового общего каталога».
Часто называется звёздным скоплением, но это не так. Джон Гершель упоминал в нём двойную звезду 9 величины, но скорее всего она является звездой переднего плана.